# Cantó de Faiença
El cantó de Faiença és un cantó francès del departament de la Var, situat al districte de Draguinhan. Té 8 municipis i el cap és Faiença.

## Municipis
- Calian
- Faiença
- Mons
- Montaurós
- Sant Pau
- Selhan
- Tanneron
- Torretas

## Història
| Data d'elecció                           | Identitat           | Partit                     | Qualitat |
| ---------------------------------------- | ------------------- | -------------------------- | -------- |
| 1964-1976                                | M. Demichelis       | SFIO, després PS           |          |
| 1976-1982                                | Robert Fabre        | PS                         |          |
| 1982-2001                                | Jean-Marie Bertrand | RPR                        |          |
| 2001-                                    | François Cavallier  | Divers droite, després UMP |          |
| les dades anteriors no són pas conegudes |                     |                            |          |
|                                          |                     |                            |          |

## Demografia
| 1962  | 1968  | 1975  | 1982   | 1990   | 1999   | 2006   |
| ----- | ----- | ----- | ------ | ------ | ------ | ------ |
| 5.552 | 6.837 | 8.214 | 10.451 | 13.661 | 18.127 | 21.315 |